# José Luiz Maia
José Luiz Martins Maia ComMM (Picos, 21 de novembro de 1938) é um advogado e político brasileiro filiado ao Progressistas (PP). Pelo Piauí, foi deputado federal por três mandatos e secretário da Indústria durante o governo Lucídio Portela.

## Biografia
Filho de Luís Maia Martins e Arabela Maia Martins. Formado em Direito pela Universidade Federal do Piauí exerceu a advocacia e ingressou no serviço público como auditor do Tribunal de Contas do Estado do Piauí. Duas vezes presidente da Associação Industrial do Piauí, foi filiado ao PSD e ao PTB e anos depois foi assessor especial do Governo e Secretário de Indústria e Comércio no governo Lucídio Portela sendo um dos poucos que permaneceram ao lado deste quando da criação do PFL no estado.

## Deputado federal
Foi eleito deputado federal pelo PDS em 1982, 1986 e 1990, chegando ao posto de líder de bancada em 1992, último ano do Governo Collor, liderando também a bancada do PPR.
Como parlamentar votou contra a emenda Dante de Oliveira em 25 de abril de 1984, votou em Paulo Maluf no Colégio Eleitoral em 15 de janeiro de 1985 e participou da Assembleia Nacional Constituinte que elaborou a Constituição de 1988, além de ter votado a favor do impeachment do presidente Fernando Collor.
Em 1993, como deputado federal, Maia foi admitido pelo presidente Itamar Franco à Ordem do Mérito Militar no grau de Comendador especial.

## CPI do Orçamento
Em dezembro de 1993 foi convocado a depor na CPI do Orçamento e mesmo sem ser acusado de participação direta no caso nacional conhecido como máfia dos "Anões do Orçamento", tal fato o demoveu de disputar um novo mandato de deputado ou mesmo a alçar voos maiores como candidato a governador apoiado por Lucidão, em 1994, embora tenha figurado como suplente de deputado federal pelo PPB em 1998, última eleição que disputou.
O rastreamento de contas bancárias acabou derrubando o presidente da Câmara, Ibsen Pinheiro, o líder do PMDB, deputado Genebaldo Corrêa (BA) e o deputado baiano João Alves (falecido em 2004), suposto chefe do esquema. Alves lavava o dinheiro comprando cartões de loteria premiados.

## Governo Wilson Martins
Foi assessor especial do Governo do Piauí, na administração do seu primo Wilson Martins, atuando na secretaria de Governo, no Palácio de Karnak. Sua filha Larissa Martins Maia foi Secretária do Trabalho do mesmo governo.

## Constituinte
Durante o período da elaboração da Constituição, votou a favor da pena de morte, da proteção ao emprego contra a despedida sem justa causa, da unidade sindical, da soberania popular, do presidencialismo, da anistia aos micro e pequenos empresários e da legalização do jogo do bicho.

## Condecorações
- Medalha do Mérito Industrial Simplício Dias, Federação das Indústrias do Piauí, 1982;
- Medalha do Mérito Renascença do Piauí, Comendador, 1983;
- Medalha do Pacificador, MEx.